# Ваифале, Сила
Сила Ваифале (англ. Sila Vaifale, род. 5 июля 1967, Lepea, Туамасага) — самоанский регбист, игравший на позиции фланкера.

## Биография
На любительском уровне выступал за команды «Марист Сент-Джозеф» (Самоа) и «Тарадейл» (Новая Зеландия), в первенстве провинций Новой Зеландии представлял Хокс-Бей. За сборную Самоа провёл первый матч 14 октября 1989 года в Бухаресте против Румынии, последнюю игру провёл 5 июля 1997 года в Апиа против Фиджи. В 28 играх набрал 20 очков. Ключевой момент в его карьере — победный матч чемпионата мира 1991 года против Уэльса на групповом этапе, когда именно его вторая попытка в матче закрепила успех сборной Самоа и помогла им одержать сенсационную победу над валлийцами со счётом 16:13, что во многом обеспечило им выход из группы.
В составе самоанской сборной также играл на чемпионате мира 1995 года, привлекался к играм сборной Самоа по регби-7 на первенствах мира 1993 и 1997 годов.
В настоящее время занимает один из постов в Регбийном союзе Вест-Апиа и курирует соревнования молодёжных команд по регби Самоа.